# Station Ambilly
Station Ambilly (Frans: Gare d'Ambilly) is een voormalig spoorwegstation in de Franse gemeente Ambilly in het departement Haute-Savoie, niet ver van de Zwitserse grens. Het was in gebruik van 1985 tot 2013 op de internationale spoorlijn Genève - Annemasse.